# Defensor Sporting Club
O Defensor Sporting Club é um clube poliesportivo uruguaio com sede em Montevidéu, fundado em 15 de março de 1989 como resultado da fusão entre o Club Atlético Defensor e o Sporting Club Uruguay. 
O Defensor tem uma bem-sucedida história em diversas modalidades esportivas, destacando-se principalmente no futebol e no basquetebol.
No cenário do futebol nacional, foi o primeiro clube a encerrar a hegemonia de títulos de Nacional e Peñarol, ao conquistar o Campeonato Uruguaio em 1976, seguindo-se posteriormente outras três conquistas da maior competição nacional, alcançando em uma ocasião a semifinal da Copa Libertadores da América, o seu melhor resultado internacional. Ao longo de sua história, o clube também acumulou diversos outros títulos nacionais, incluindo o Campeonato Nacional e a Copa do Uruguai, solidificando sua posição como uma das agremiações mais proeminentes do futebol uruguaio. No basquetebol, o Defensor Sporting é o maior vencedor em seu país, tendo conquistado vinte títulos nacionais, sendo 18 do Campeonato Federal e dois da Liga Uruguaia, além de dois títulos do Campeonato Sul-Americano.

## História
O Sporting foi fundado em 14 de setembro de 1910 com o nome de Club Pedestre y Atlético del Uruguay, situado na interseção das ruas Dr. Dámaso Antonio e Monte Caseross, no bairro Larrañaga. Em 1912, com a introdução do basquetebol, o clube alterou seu nome para Sporting Club Uruguay, tornando-se o clube mais antigo do basquetebol e uma das instituições esportivas mais antigas no país. Em 1919, o clube transferiu-se para o bairro de Parque Rodó. Foi um dos co-fundadores da Unión de Sociedades de Basketbal, precursora da Federação Uruguaia de Basquetebol, e contribuiu para a criação da Confederação Atlética do Uruguai, da Federação Uruguaia de Futebol de Salão, da Associação Uruguaia de Bochas e da Federação Uruguaia de Levantamento de Peso.
No cenário do futebol, em 15 de março de 1913, o Defensor Football Club foi estabelecido no bairro de Punta Carretas. No mesmo ano, ingressou na Liga Uruguaia de Futebol, competindo inicialmente na terceira divisão e, após conquistar a promoção para a segunda divisão, ascendeu à primeira divisão no ano seguinte. Sua estreia na divisão principal ocorreu contra o Montevideo Wanderers no Belvedere, terminando em empate por 0 a 0. Em 1915, o clube teve sua estreia internacional contra a Atlanta, da Argentina. Após dissolver-se no campeonato de 1917, o clube ressurgiu em 1922 com o nome de Club Atlético Defensor.
Ao longo das décadas, tanto o Sporting no basquetebol quanto o Defensor no futebol consolidaram-se como equipes vitoriosas, acumulando inúmeros títulos. Em 15 de março de 1989, essas instituições, originárias de áreas distintas, uniram forças para se fortalecer mutuamente com base em suas experiências bem-sucedidas separadas, compartilhando uma visão comum sobre as exigências do esporte moderno. Essa união de esforços resultou na fundação do Defensor Sporting Club.

## Basquetebol
O basquetebol do Sporting Club Uruguay rapidamente se destacou como um dos mais vitoriosos do país. Já em 1918, o clube conquistou o título do Campeonato Federal, na época o principal torneio nacional em disputa. No entanto, foi nas décadas de 1920 e 1930 que o clube se consolidou como um dos mais bem-sucedidos, conquistando dez títulos do torneio. Além disso, obteve títulos nas décadas de 1940, 1950 e 1980. Em tempos mais recentes, o clube foi vitorioso em duas edições da Liga Uruguaia, torneio que sucedeu o Campeonato Federal.
No âmbito internacional, o clube obteve êxito no Campeonato Sul-Americano em 1956 e 1958. No entanto, talvez o feito mais notável do clube tenha ocorrido em maio de 1965, quando venceu o então campeão europeu, Real Madrid, em uma edição não oficial da Copa Intercontinental.

## Futebol
O futebol do Club Atlético Defensor conquistou seu primeiro título de destaque em 1950, ao tornar-se campeão da segunda divisão. O clube alcançou 13 vitórias e sofreu apenas uma derrota, marcando 52 gols e sofrendo 19. Além disso, encerrou o campeonato com uma vantagem de 10 pontos sobre o segundo colocado. Este feito foi repetido em 1965, quando assegurou o título com 14 vitórias, dois empates e duas derrotas, encerrando o campeonato com uma vantagem de sete pontos sobre o segundo colocado. Nos principais campeonatos nacionais, o clube conquistou quatro títulos uruguaios, sendo o terceiro maior vencedor do país, ficando atrás apenas de Nacional e Peñarol. Inclusive, o primeiro título, em 1976, marcou o fim da hegemonia desses dois clubes.
No cenário internacional, o clube participou da Copa Libertadores e da Copa Sul-Americana. Na competição principal, alcançou as semifinais em 2014, eliminando The Strongest e Atlético Nacional, sendo superado apenas pelo Nacional, do Paraguai.

## Títulos

### Basquetebol
Masculino
| Internacionais           | Internacionais | Internacionais                                                                                              | Internacionais |
| Competição               | Títulos        | Temporadas                                                                                                  |                |
| ------------------------ | -------------- | --- | -------------- |
| Campeonato Sul-Americano | 2              | 1956 e 1958                                                                                                 |                |
| Nacionais                |                | |                |
| Competição               | Títulos        | Temporadas                                                                                                  |                |
| Liga Uruguaia            | 2              | 2003 e 2009-10                                                                                              |                |
| Campeonato Federal       | 18             | 1918, 1922, 1924, 1926, 1927, 1930, 1932, 1933, 1934, 1936, 1938, 1949, 1950, 1951, 1955, 1980, 1985 e 2003 |                |

Feminino
| Nacionais     | Nacionais | Nacionais                      | Nacionais |
| Competição    | Títulos   | Temporadas                     |           |
| ------------- | --------- | ------------------------------ | --------- |
| Liga Feminina | 2         | 2020 e 2021[carece de fontes?] |           |

### Futebol
Masculino
| Nacionais           | Nacionais | Nacionais                                       | Nacionais |
| Competição          | Títulos   | Temporadas                                      |           |
| ------------------- | --------- | ----------------------------------------------- | --------- |
| Campeonato Uruguaio | 4         | 1976, 1987, 1991 e 2007-08                      |           |
| Copa Uruguai        | 3         | 2022, 2023 e 2024                               |           |
| Liguilla            | 8         | 1976, 1979, 1981, 1989, 1991, 1995, 2000 e 2006 |           |

Feminino
| Nacionais           | Nacionais | Nacionais  | Nacionais |
| Competição          | Títulos   | Temporadas |           |
| ------------------- | --------- | ---------- | --------- |
| Campeonato Uruguaio | 1         | 2021       |           |